# Chikkathorepalya, Magadi
Chikkathorepalya là một làng thuộc tehsil Magadi, huyện Ramanagara, bang Karnataka, Ấn Độ.